# カナダ銀行法
カナダの銀行法（Bank Act 1991, c. 46）は、銀行及び銀行業に関して規定するカナダの法律である。
この法律は銀行を以下3つのグループに分けている（14条、14.1条）。
別紙1に記載されたもの
銀行法に基づき設立されまたは成立した銀行で、外国銀行の子会社は含まれない。
別紙2に記載されたもの
銀行法に基づき設立されまたは成立した銀行で、外国銀行の子会社である。
別紙3に記載されたもの
銀行法に基づきカナダ国内における銀行業を認められた外国銀行の支店である。カナダ国内における業務に一定の制限がある。